# 柱冠粗榧
柱冠粗榧（学名：Cephalotaxus harringtonia），为三尖杉科三尖杉属下的一个植物品种/栽培型。